# 八坂スミ
八坂 スミ（やさか スミ、1891年4月 - 1986年12月21日）は、日本の歌人。1986年に多喜二・百合子賞を受賞した。
本名は石塚ルイ。福岡県福岡市出身。20歳のときに結婚するが、13年後婚家を出る。その後上京し、学生下宿の世話をする中で、立教大学の学生を養子にする。その学生が日本共産党の活動家だった西田信春と友人であったため、彼を介してマルクス主義の文献に触れるようになる。
戦後、養子とともに生活する中で日本共産党の活動にも加わるようになり、そのかたわらで短歌の実作にも励んだ。1960年代には渡辺順三のもとで歌会に参加し、新日本歌人協会にも加わる。
1974年には「赤旗」文芸作品募集に応募し、佳作となる。1979年には歌集『新陳代謝』で第1回渡辺順三賞を受賞。1986年には多喜二・百合子賞を受賞した。